# Records de Bahreïn d'athlétisme
Les records de Bahreïn d'athlétisme sont les meilleures performances réalisées par des athlètes bahreïniens et homologuées par la Fédération bahreïnienne d'athlétisme (BAA).

## Plein air

### Hommes
| Épreuve              | Record | Athlète                                                                              | Date              | Compétition                     | Lieu           | Réf.   |
| -------------------- | --- | ------------------------------------------------------------------------------------ | ----------------- | ------------------------------- | -------------- | ------ |
| 100 m                | 10 s 03 (+ 0,9 m/s) | Kemarley Brown                                                                       | 7 mai 2016        | Kingston Invitational           | Kingston       | [ 1 ]  |
| 200 m                | 20 s 19 (+0,3 m/s) | Salem Eid Yaqoob                                                                     | 16 août 2016      | Jeux olympiques                 | Rio de Janeiro | [ 2 ]  |
| 400 m                | 44 s 36 | Ali Khamis                                                                           | 14 août 2016      | Jeux olympiques                 | Rio de Janeiro | [ 3 ]  |
| 800 m                | 1 min 42 s 79 (AR) | Yusuf Saad Kamel                                                                     | 29 juillet 2008   | Herculis                        | Monaco         |        |
| 1 000 m              | 2 min 14 s 72 (AR) | Yusuf Saad Kamel                                                                     | 22 juillet 2008   | DN Galan                        | Stockholm      |        |
| 1 500 m              | 3 min 29 s 14 (AR) | Rashid Ramzi                                                                         | 14 juillet 2006   | Golden Gala                     | Rome           |        |
| Mile                 | 3 min 51 s 33 | Rashid Ramzi                                                                         | 4 juin 2005       | Prefontaine Classic             | Eugene         |        |
| 3 000 m              | 7 min 32 s 02 | Albert Rop                                                                           | 27 août 2016      | Meeting de Paris                | Paris          | [ 4 ]  |
| 5 000 m              | 12 min 51 s 96 (AR) | Albert Rop                                                                           | 19 juillet 2013   | Herculis                        | Monaco         | [ 5 ]  |
| 10 000 m             | 27 min 07 s 49 | Birhanu Balew                                                                        | 19 mai 2021       | Golden Spike Ostrava            | Ostrava        |        |
| 10 km                | 26 min 57 s (AR) | Birhanu Balew                                                                        | 14 janvier 2024   | 10K Valencia Ibercaja           | Valence        | [ 6 ]  |
| Semi-marathon        | 58 min 40 s (AR) | Abraham Cheroben                                                                     | 17 septembre 2017 | Semi-marathon de Copenhague     | Copenhague     | [ 7 ]  |
| Marathon             | 2 h 04 min 43 s | El Hassan el-Abbassi                                                                 | 2 décembre 2018   | Marathon de Valence             | Valence        | [ 8 ]  |
| 110 m haies          | 14 s 24 (+1,1 m/s) | Ahmed Hamada Jassim                                                                  | 5 novembre 1983   | Championnats d'Asie             | Koweït         |        |
| 400 m haies          | 49 s 31 | Ahmed Hamada Jassim                                                                  | 30 septembre 1986 | Jeux asiatiques                 | Séoul          |        |
| 3 000 m steeple      | 8 min 06 s 13 | Tareq Mubarak Taher                                                                  | 13 juillet 2009   | Athens Grand Prix               | Athènes        | [ 9 ]  |
| Saut en hauteur      | 2,19 m | Salem Nasser Bakheet                                                                 | 10 octobre 2002   | Jeux asiatiques                 | Busan          |        |
| Saut en hauteur      | 2,19 m | Salem Nasser Bakheet                                                                 | 9 décembre 2006   | Jeux asiatiques                 | Doha           |        |
| Saut à la perche     | 4,45 m | Ibrahim Jassim Hussein                                                               | 16 avril 1995     |                                 | Manama         |        |
| Saut en longueur     | 7,47 m (+0,5 m/s) | Mohamed Imam Bakhash                                                                 | 8 octobre 2003    |                                 | Koweït         |        |
| Saut en longueur     | 7,47 m | Mohamed Imam Bakhash                                                                 | 16 octobre 2003   |                                 | Manama         |        |
| Triple saut          | 16,70 m (-1,4 m/s) | Mohamed Youssef Al-Sahabi                                                            | 17 avril 2009     |                                 | Manama         |        |
| Lancer du poids      | 21,15 m | Abdelrahman Mahmoud                                                                  | 16 juin 2021      | Championnats panarabes          | Radès          | [ 10 ] |
| Lancer du disque     | 55,73 m | Marwan Medany                                                                        | 1er juin 2021     | Belarus Cup                     | Brest          |        |
| Lancer du marteau    | 64,68 m | Mahmoud El-Gohary                                                                    | 18 mai 2022       | Jeux du CCG                     | Koweït         | ,      |
| Lancer du javelot    | 64,38 m | Youssef Ali Boukhamas                                                                | 2 août 1994       |                                 | Tallinn        |        |
| Décathlon            | 6 731 pts | Adel Abdullah Sherada                                                                | 21–22 août 1983   | Championnats panarabes          | Amman          |        |
| Décathlon            | 11 s 75 (100 m), 6,73 m (longueur), 12,57 m (poids), 1,89 m (hauteur), 51 s 65 (400 m) / 16 s 1 (110 m haies), 39,66 m (disque), 3,90 m (perche), 55,46 m (javelot), 4 min 56 s 28 (1 500 m) |                                                                                      |                   |                                 |                |        |
| 20 km marche (route) | 2 h 13 min 24 s | Rashid Dawass                                                                        | 4 mars 1982       |                                 | Doha           |        |
| 50 km marche (route) | |                                                                                      |                   |                                 |                |        |
| 4 × 100 m            | 39 s 01 | Équipe nationale Omar Ebrahim Rashid Abdulraouf Mohamed Yacoub Salem Saeed Al-Khaldi | 12 août 2022      | Jeux de la solidarité islamique | Konya          | [ 13 ] |
| 4 × 400 m            | 3 min 03 s 97 | Équipe nationale Musa Isah Ali Khamis Abdulrahman Khamis Abbas Abubakar Abbas        | 30 août 2018      | Jeux asiatiques                 | Jakarta        | [ 14 ] |

### Femmes
| Épreuve              | Record | Athlète                                                                           | Date              | Compétition                    | Lieu         | Réf.   |
| -------------------- | --- | --------------------------------------------------------------------------------- | ----------------- | ------------------------------ | ------------ | ------ |
| 100 m                | 11 s 05 (+0,9 m/s) | Edidiong Odiong                                                                   | 14 mai 2022       | Championnats ACC               | Durham       |        |
| 200 m                | 22 s 43 (+0,9 m/s) | Edidiong Odiong                                                                   | 9 juin 2022       | Championnats NCAA              | Eugene       | [ 15 ] |
| 400 m                | 48 s 14 (AR) | Salwa Eid Naser                                                                   | 3 octobre 2019    | Championnats du monde          | Doha         | [ 16 ] |
| 800 m                | 1 min 57 s 80 | Maryam Yusuf Jamal                                                                | 29 août 2008      | Weltklasse Zürich              | Zurich       | .      |
| 1 500 m              | 3 min 56 s 18 | Maryam Yusuf Jamal                                                                | 27 août 2006      | IAAF Grand Prix                | Rieti        |        |
| Mile                 | 4 min 17 s 75 (AR) | Maryam Yusuf Jamal                                                                | 14 septembre 2007 | Mémorial Van Damme             | Bruxelles    | [ 18 ] |
| 3 000 m              | 8 min 28 s 87 | Maryam Yusuf Jamal                                                                | 29 juillet 2005   | Bislett Games                  | Oslo         |        |
| 5 000 m              | 14 min 51 s 68 | Maryam Yusuf Jamal                                                                | 29 mai 2005       | FBK-Games                      | Hengelo      |        |
| 10 000 m             | 29 min 50 s 77 | Kalkidan Gezahegne                                                                | 8 mai 2021        | Gold Gala Fernanda Ribeiro     | Maia         | [ 19 ] |
| 10 kilomètres        | 29 min 38 s (AR) | Kalkidan Gezahegne                                                                | 3 octobre 2021    | The Giants Geneva              | Genève       | [ 20 ] |
| Semi-marathon        | 1 h 05 min 22 s (AR) | Violah Jepchumba                                                                  | 16 septembre 2017 | Semi-marathon de Prague        | Prague       |        |
| Marathon             | 2 h 20 min 02 s | Eunice Chumba                                                                     | 17 avril 2022     | Marathon de Séoul              | Séoul        | [ 21 ] |
| 100 m haies          | 13 s 34 (+1,8 m/s) | Fatmata Fofanah                                                                   | 4 juillet 2009    | Cork City Sports               | Cork         | [ 22 ] |
| 400 m haies          | 53 s 09 (AR) | Kemi Adekoya                                                                      | 24 août 2023      | Championnats du monde          | Budapest     | [ 23 ] |
| 3 000 m steeple      | 8 min 44 s 39 (AR) | Winfred Yavi                                                                      | 30 août 2024      | Golden Gala                    | Rome         | [ 24 ] |
| Saut en hauteur      | 1,70 m | Mariam Mohamed Al-Ansari                                                          | 17 décembre 2011  | Jeux panarabes                 | Doha         | [ 25 ] |
| Saut en hauteur      | 1,70 m | Mariam Mohamed Al-Ansari                                                          | 9 mars 2013       |                                | Manama       |        |
| Saut en hauteur      | 1,70 m | Mariam Mohamed Al-Ansari                                                          | 15 mars 2015      |                                | Mascate      |        |
| Saut à la perche     | |                                                                                   |                   |                                |              |        |
| Saut en longueur     | 6,09 m (+0,2 m/s) | Fatima Moubarak                                                                   | 4 juillet 2023    | Jeux panarabes                 | Alger        |        |
| Triple saut          | 13,32 m (+1,9 m/s) | Mary Amiata Otuaruah                                                              | 27 avril 2015     | Championnats panarabes         | Madinat 'Isa |        |
| Lancer du poids      | 18,00 m | Noora Salem Jasim                                                                 | 21 avril 2019     | Championnats d'Asie            | Doha         |        |
| Lancer du disque     | 51,19 m | Noora Salem Jasim                                                                 | 30 août 2018      | Jeux asiatiques                | Jakarta      |        |
| Lancer du marteau    | 35,50 m | Fatima Ibrahim Namshan                                                            | 18 septembre 2002 | Championnats panarabes juniors | Le Caire     |        |
| Lancer du javelot    | 36,72 m | Kemi Francis                                                                      | 22 mai 2013       | Championnats panarabes         | Doha         |        |
| Heptathlon           | 4 620 pts | Kemi Francis                                                                      | 21-22 mai 2013    | Championnats panarabes         | Doha         | [ 26 ] |
| Heptathlon           | 15 s 99 (100 m haies), 1,51 m (hauteur), 9,41 m (poids), 25 s 73 (200 m) / 5,25 m (longueur), 36,72 m (javelot), 2 min 27 s 16 (800 m) |                                                                                   |                   |                                |              |        |
| 20 km marche (route) | |                                                                                   |                   |                                |              |        |
| 4 × 100 m            | 42 s 73 | Équipe nationale Iman Essa Jasim Edidiong Odiong Hajar al-Khaldi Salwa Eid Nasser | 30 août 2018      | Jeux asiatiques                | Jakarta      | [ 27 ] |
| 4 × 400 m            | 3 min 27 s 65 | Équipe nationale Muna Mubarak Kemi Adekoya Zeinab Ali Mahamat Salwa Eid Naser     | 4 octobre 2023    | Jeux asiatiques                | Hangzhou     | [ 28 ] |